# Gerimpelde spanner
De gerimpelde spanner (Macaria liturata of Semiothisa liturata) is een nachtvlinder uit de familie Geometridae, de spanners. De vlinder heeft een spanwijdte tussen de 22 en 27 millimeter.
De gerimpelde spanner komt algemeen voor in Nederland en België en heeft de grove den als waardplant. De vliegtijd van de twee generaties die per jaar tot ontwikkeling komen loopt van mei tot en met september.